# Vilfredo Pareto
Vilfredo Federico Damaso Pareto (født 15. juli 1848 i Paris, død 19. august 1923) var en italiensk ingeniør, sociolog og økonom. Han har lavet flere vigtige bidrag til teorierne om mikroøkonomi. Han er især kendt for to begreber, der begge er navngivet efter ham: En Pareto-optimal (eller Pareto-efficient) tilstand er en tilstand, hvor ingen kan opnå en bedre stilling, uden at en anden samtidig opnår en ringere stilling. Pareto-fordelingen er en sandsynlighedsfordeling, som Pareto udledte ud fra data for indkomstfordelinger i Storbritannien og senere fandt bekræftet for data fra bl.a. Prøjsen, Sachsen, Paris og nogle italienske byer. Den viste et lineært forhold mellem hvert indkomstniveau og antallet af mennesker, som modtager mere end denne indkomst. Pareto mente, at denne sammenhæng gjaldt stort set universelt, hvilket dog ikke er blevet bekræftet af senere forskere. Pareto-fordelingen benyttes i dag bl.a. til præmieberegning inden for forsikringsmatematik.